# بهمن مقصودلو
بهمن مقصودلو منتقد، نویسنده، پژوهشگر سینمایی، تهیه‌کننده و فیلم‌ساز ایرانی است.

## سرگذشت

بهمن مقصودلو در حال دریافت جایزه فروغ، سال ۱۹۷۴

بهمن مقصودلو نویسنده و پژوهشگر سینمائی، تهیه‌کننده و فیلم‌ساز، بیش از ۵۰ سال است که در عرصه سینمای ایران و جهان فعالیت دارد. وی به عنوان ژوری، سخنران و تهیه‌کننده یا فیلمساز دربسیاری از جشنواره‌های معتبر جهانی از جمله مونترال شرکت کرده است. اضافه برآن، به عنوان نویسنده، منتقد و سردبیر برای نشر کتب «ویژه سینما و تئاتر» جایزه ادبی فروغ فرخزاد را در سال ۱۳۵۳ از آن خود کرده است. کتاب «سینمای ایران» یکی از کتاب‌های وی است که در سال ۱۹۸۷ توسط دانشگاه نیویورک منتشر گردید. این اولین کتاب وی به زبان انگلیسی در مورد تاریخ سینمای ایران است که توجه جهانیان را به سینمای ایران جلب کرد. از کتاب‌های دیگر وی می‌توان «این سوی ذهن، آن سوی مردمک» ۱۹۹۹ و «آزادی و عشق در سینما» را نام برد که در سال ۲۰۰۳ منتشر شد. کتاب دیگر وی «علف: ماجراهای شگفت و ناگفته» به زبان انگلیسی در ژانویه ۲۰۰۹ منتشر شد، سرگذشت سه آمریکایی (سازندگان فیلم کینگ گنک) است که در سال ۱۹۲۴ به ایران رفتند و فیلم مستند فوق‌العاده‌ای بنام علف ساختند که توسط پارامونت در سال ۱۹۲۵ به نمایش درآمد. نسخهٔ فارسی آن در بهمن ماه ۱۳۸۹ درایران منتشر شد.
از مقصودلو دو کتاب جدید منتشر شده است؛ وقتی که ماه زیر ابر نبود (مرکز بین‌المللی فیلم و ویدیو، نیویورک - ۲۰۲۰) که مجموعه‌ای از ۲۷ گفتگو با زنان برجسته و هنرمند ایران، طی سالهای ۱۳۴۹ تا ۱۳۵۰ است. دیگری رئالیسم شاعرانه ژان رنوار (حکمت کلمه، تهران - ۲۰۲۱) است که کتابی جامع دربارهٔ سینمای این سینماگر برجسته فرانسوی می‌باشد.
بهمن مقصودلو تهیه‌کننده بسیاری از برنامه‌های هنری تلویزیون ملی ایران بوده و بیش از بیست فیلم سینمائی و مستند را در آمریکا تهیه کرده است که نه تنها در بیش از صد جشنواره معتبر و بزرگ جهانی به نمایش درآمده‌اند، جوایز بیشماری هم کسب کرده‌اند. فیلم هفت مستخدم با شرکت آنتونی کوئین هنرپیشه بزرگ جهانی برنامه اختتامیه جشنواره معتبر لوکارنو بوده که در حضور بیش از هشت هزار نفر با موفقیت در سال ۱۹۹۶ به نمایش گذاشته شد. فیلم «خواستگاران» (بازیگر) در جشنواره کن ۱۹۸۸ و فیلم «منهتن به روایت ارقام» در سال ۱۹۹۳ در جشنواره‌های نیویورک، ونیز و تورنتو به نمایش درآمد. بهمن مقصودلو با همکاری بهروز مقصودلو با تهیه فیلم کوتاه «زندگی در مه» ۱۹۹۸ اثر بهمن قبادی، با دریافت بیش از ۱۵ جایزه بین‌المللی رکورد دریافت جایزه و انتخاب در جشنواره‌های معتبر بین‌المللی فیلم‌های ایرانی را شکسته است. دیگر فیلم به عنوان تهیه‌کننده «خاموشی دریا» (۲۰۰۳) نام دارد که بیش از شش جایزهٔ بین‌المللی در بیش از بیست جشنواره جهانی را کسب کرده است و منتقد مجله معتبر «ورایتی» به مناسبت نمایش آن در جشنواره ساندنس آمریکا، فیلم را یک شاهکار خوانده است.
اولین فیلم بهمن مقصودلو به عنوان کارگردان، فیلم «اردشیر محصص و صورتک‌هایش» است که در سال ۱۹۷۲ ساخته شد و در سال ۱۹۹۶ در جشنواره لایپزیک آلمان به عنوان یکی از بهترین فیلم‌های کوتاه مستند ایران قبل از انقلاب به نمایش درآمد. بهمن مقصودلو با تهیه فیلم «احمد شاملو: شاعر بزرگ آزادی» (۱۹۹۹–۱۹۹۶) تولید و پخش جهانی یک سری فیلم مستند بلند دربارهٔ بزرگان ادب و هنر ایران را بنیان گذاشت. دومین فیلم از این سری «احمد محمود نویسنده انسان‌گرا» (۲۰۰۴) و سومین «ایران درودی: نقاش لحظات اثیری» (۲۰۱۰) است که در بسیاری از جشنوارها، مراکز فرهنگی، دانشگاه‌ها و تلویزیون‌های دنیا به نمایش درآمده است و دی وی دی آن‌ها هم در جهان منتشر شده است. فیلم دیگر وی، «اردشیر محصص: هنرمند سرکش» (۲۰۱۲)، که هنر و زندگی اردشیر محصص را به نمایش می‌گذارد. این فیلم‌ها در بسیاری از جشنوارها، مراکز فرهنگی، دانشگاه‌ها و تلویزیون‌های دنیا به نمایش درآمده است و دی وی دی آنها هم در جهان منتشر شده است. فیلم مستند بلند کیا رستمی، «یک گزارش» اولین فیلم از سری فیلم‌های تاریخ سینمای ایران، درجستجوی ریشه‌ها به سال ۲۰۱۳ در جشنوارهٔ مونترال به جهان عرضه شد. «لبهٔ تیغ» میراث بازیگران زن سینمای ایران، در جشنواره جهانی مونترال در ۲۰۱۶ و جشنواره‌های متعدد دیگری در جهان به نمایش درآمد؛ این دومین قسمت تاریخ سینمای ایران است. در سال ۲۰۱۹ فیلم مستند بهرام بیضایی موزاییک استعاره‌ها به دنیا عرضه شد و در جشنواره مسا (۲۰۱۹) به نمایش درآمد. همچنین فیلم نجف دریابندری «پنجره ای به جهان» (۲۰۲۰) که فیلم انتخابی جشنواره آکادمیک مسا در ۲۰۲۱ بود. فیلم مستند بلند کیا رستمی؛ «یک گزارش»، اولین فیلم از سری فیلم‌های تاریخ سینما ایران، درجستجوی ریشه‌ها به سال ۲۰۱۳ در جشنوارهٔ مونترال به جهان عرضه شد. دومین قسمت «لبه تیغ»؛ میراث بازیگران زن سینمای ایران در جشنواره جهانی مونترال در ۲۰۱۶ و جشنواره‌های متعدد دیگری در جهان به نمایش درآمد. سومین فیلم بهرام‌بیضایی؛ «موزاییک استعاره‌ها» (۲۰۱۹) و چهارمین داریوش مهرجویی؛ ساختن فیلم «گاو» (۲۰۲۲) است که به جشنواره‌های جهانی ارسال شده است.

بهمن مقصودلو فارغ‌التحصیل فوق لیسانس مطالعات سینما از دانشگاه نیویورک و دکترا از دانشگاه کلمبیا است. او همچنین عضو انجمن قلم آمریکا است و در نیویورک زندگی می‌کند.

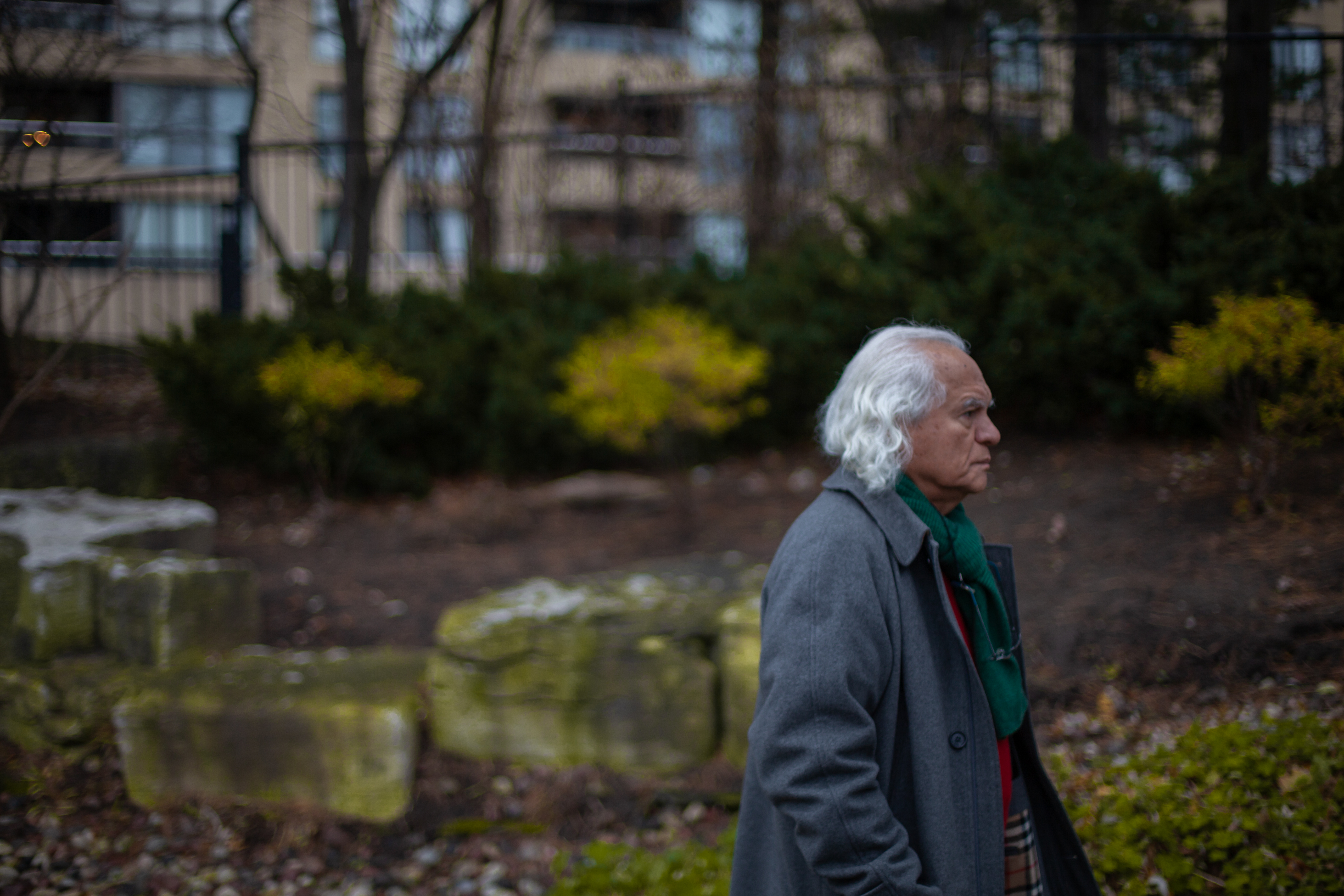
بهمن مقصود لو در شهر تورنتو کانادا
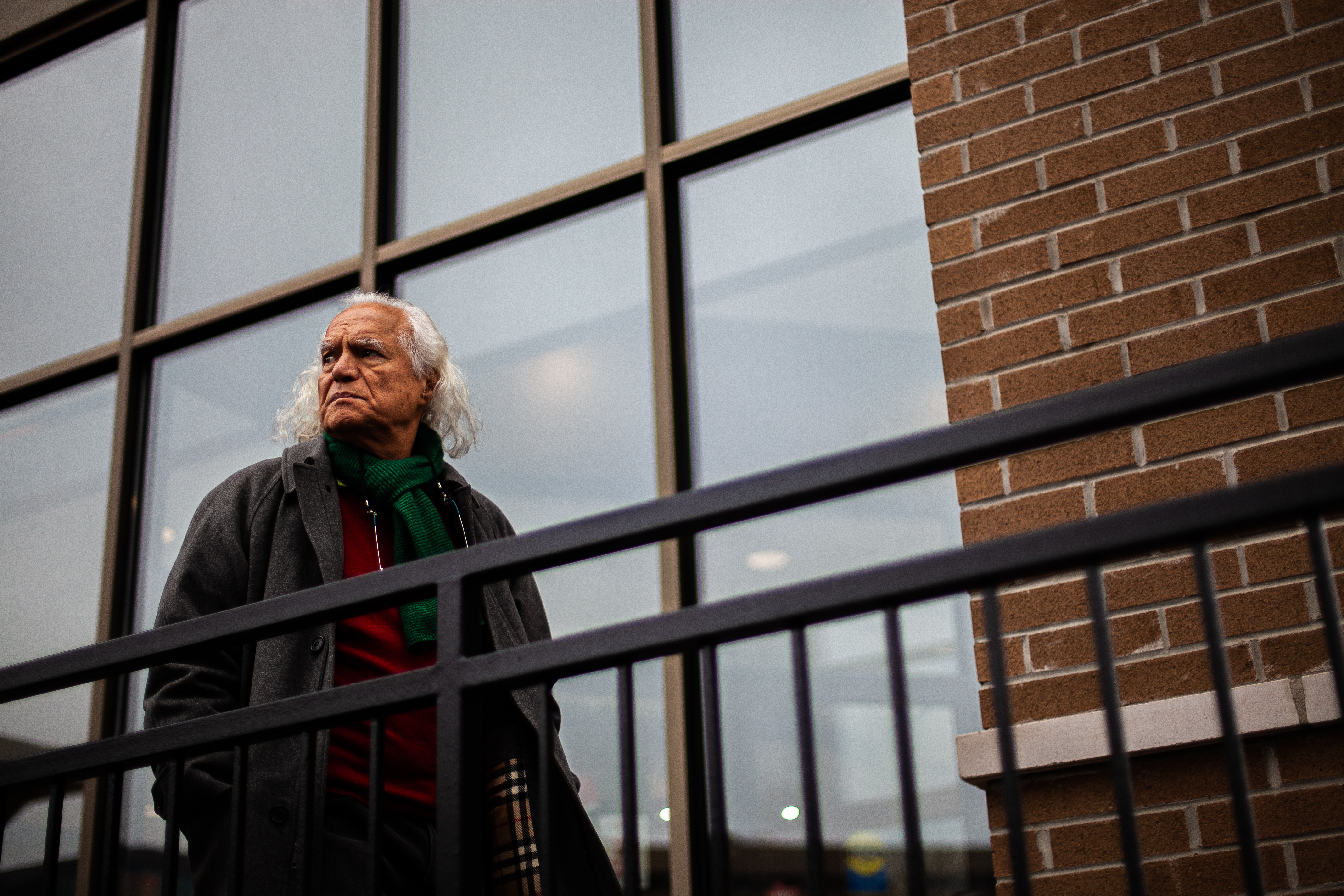
زندگی مقصودلو در شهر تورنتو
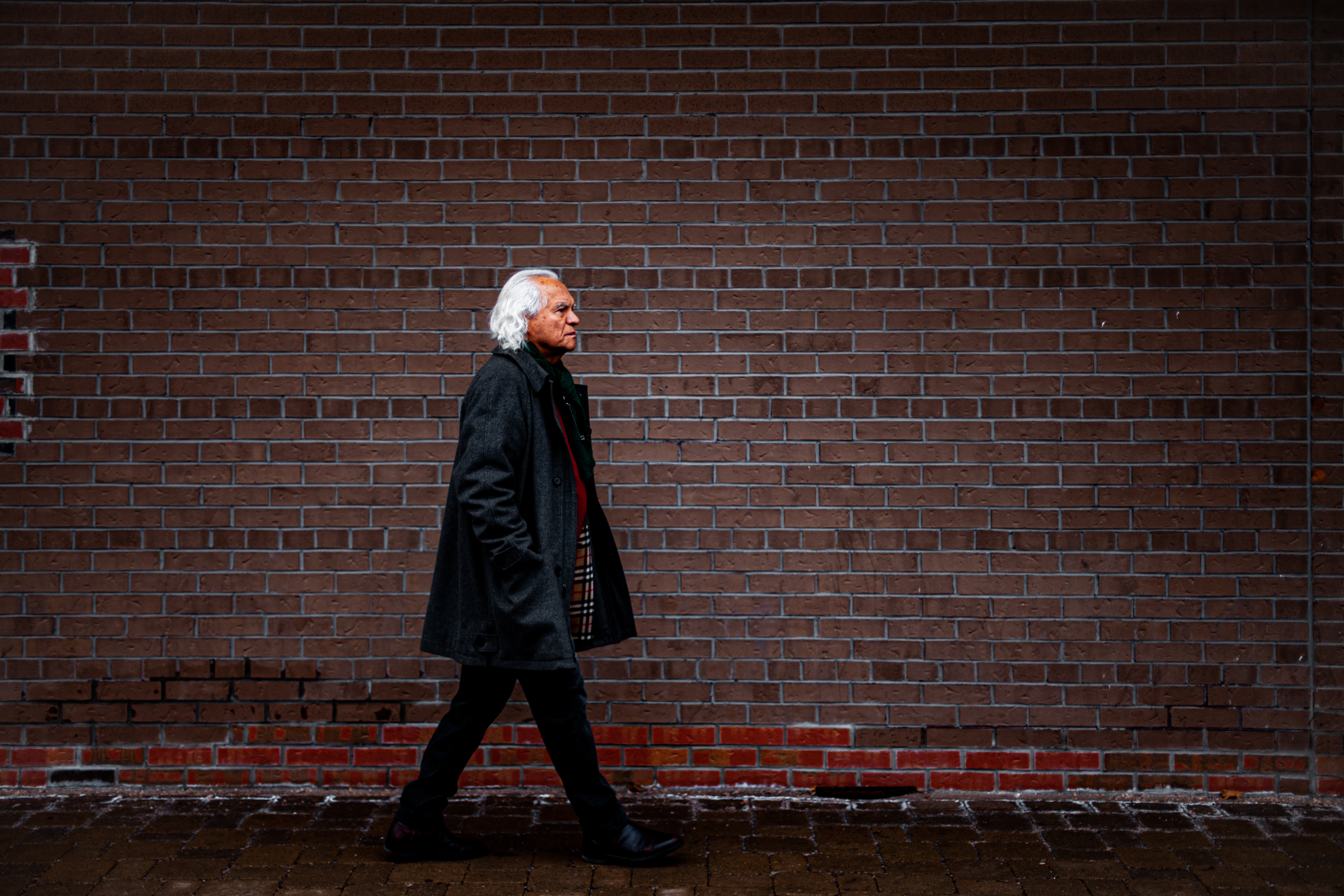
زندگی بهمن مقصودلو در کانادا

### انگلیسی
1. Grass: Untold Stories, Mazda Publishers, 2009 (Foreword by Kevin Brownlow)
2. International Short Film Festival: Independent Films on Iran, catalogue, Editor: Ziba Foundation, New York, 2007
3. Iranian Cinema: Near Eastern Studies, New York University, 1987
4. Foreword by Andrew Sarris (چاپ نشده)

### فارسی
1. ۵۵ سال، ۸۵ فستیوال: تاریخ، خاطرات، سینمای ایران (۱۴۰۴)
2. افسون پرده‌ی نقره‌ای (دو جلد. ویرایشِ نخست: این سویِ ذهن، آن سویِ مردمک. انتشارات نیلا، ۱۴۰۲)[۷]
3. موزاییک استعاره‌ها: گفت‌وگو با بهرام بیضایی و زنان فیلم‌هایش (تهران: نشر برج. ۱۴۰۲.)
4. رئالیسم شاعرانه ژان رنوار (انتشارات حکمت کلمه، تهران، ۲۰۲۱)
5. وقتی که ماه زیر ابر نبود (مرکز بین‌المللی فیلم و ویدیو، نیویورک، ۲۰۲۰) - مجموعه۲۷ گفتگو با زنان برجسته هنرمند ایران طی سالهای ۱۳۴۹ تا ۱۳۵۰
6. علف: داستانهای شگفت و ناگفته، انتشارات هرمس، تهران، ۱۳۸۹
7. احمد شاملو: بزرگ شاعر آزادی، فیلمنامه (فارسی/انگلیسی)، شرکت کتاب - لوس آنجلس، ۱۳۸۷
8. آزادی و عشق درسینما، انتشارات معین، ۱۳۸۲
9. ۳۳۳ چهرهٔ درخشان (باعلیرضا تبریزی)، سه جلد، امیرکبیر، ۱۳۴۵
10. اطلاعات عمومی (باعلیرضا تبریزی و حمید همتی)، انتشارات اندیشه، ۱۳۴۳)

به کوشش همین نویسنده منتشر شده است:
1. ویژه سینما و تئاتر شماره یک، انتشارات بابک، ۱۳۵۱
2. ویژه سینما و تئاتر شماره ۲ و ۳، انتشارات بابک، ۱۳۵۱
3. ویژه سینما و تئاتر شماره ۴: وسترن، انتشارات بابک، ۱۳۵۲
4. ویژه سینما و تئاتر شماره ۵ انتشارات بابک، ۱۳۵۲
5. ویژه سینما و تئاتر شماره ۶: نقد فیلم در ایران، انتشارات بابک ،۱۳۵۲
6. ویژه سینما و تئاتر شماره ۵ و۶، انتشارات بابک، ۱۳۵۳
7. هفتمین هنر، انتشارات طهوری، ۱۳۵۴
8. شعر، زندگی و مرگ در سینما: نگاهی به سینمای جان فورد، هاوارد هاکس و آلفرد هیچکاک
9. گزیدهٔ مقالات ویژه سینما و تئاتر در یک جلد
10. سینمای امیر نادری، فیلمنامه "منهتن به روایت ارقام": چگونه فیلم ساخته شد (به زبان‌های فارسی و انگلیسی)

## جایزه‌ها
بهمن مقصودلو به خاطر ویراستاری و انتشار سری کتابهای ویژه سینما و تئاتر در بهمن ماه ۱۳۵۳ برنده جایزه ادبی فروغ فرخزاد گردید.

## فیلم‌شناسی

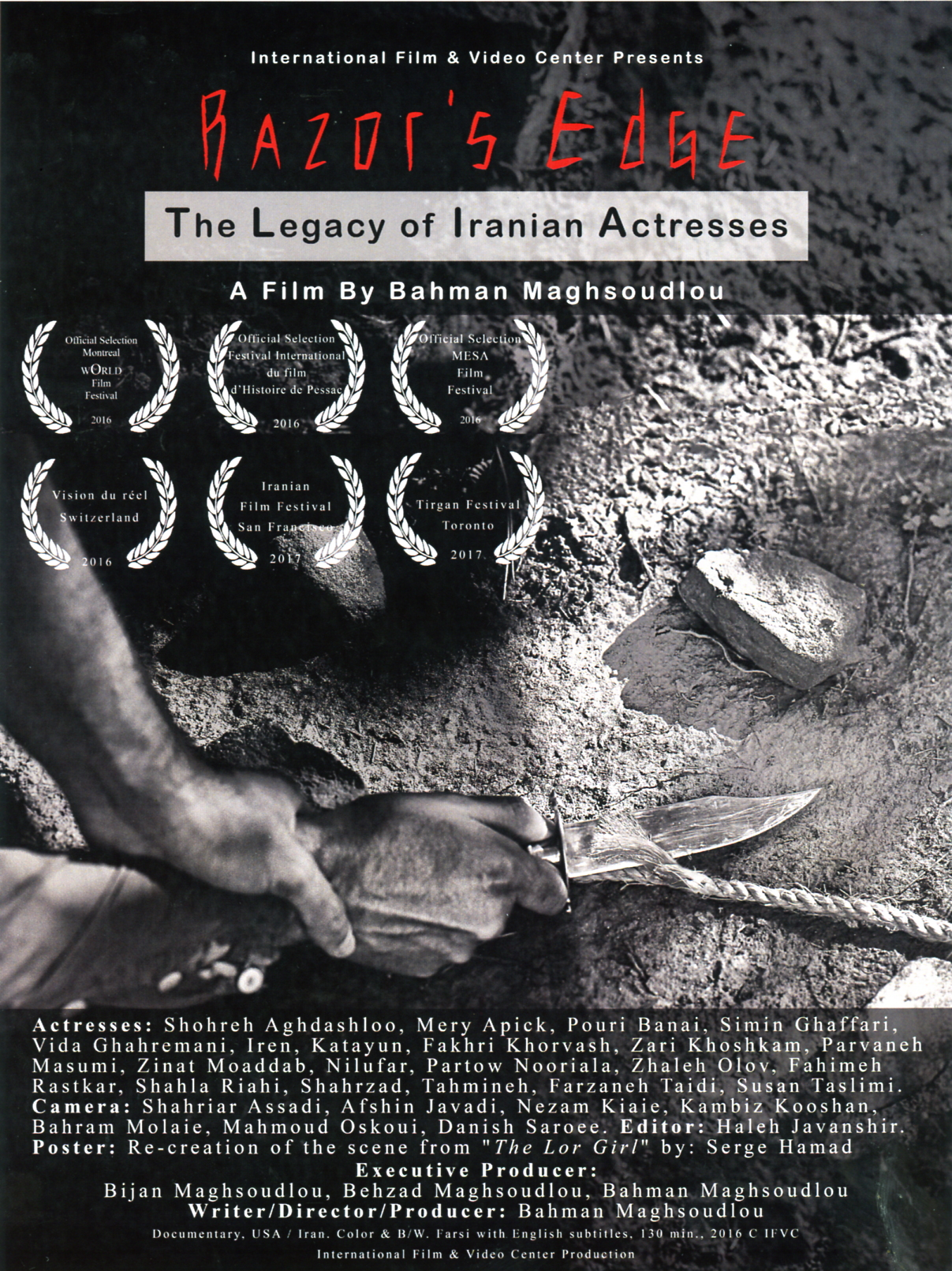
لبه‌ی تیغ

1. اردشیر محصص و صورتک‌هایش (نویسنده / کارگردان، تهیه‌کننده، فیلم مستند کوتاه، ایران، ۱۹۷۲)
2. خواستگاران (بازیگر، فیلم بلند، آمریکا، ۱۹۸۸)
3. منهتن به روایت ارقام (تهیه‌کننده مالی، فیلم بلند، آمریکا، ۱۹۹۳)
4. هفت خدمتکار (تهیه‌کننده، فیلم بلند، آلمان/آمریکا، ۱۹۹۶)
5. زندگی در مه (تهیه‌کننده مالی، فیلم مستند کوتاه، ایران/ آمریکا، ۱۹۹۸)
6. احمد شاملو: بزرگ شاعر آزادی (تهیه‌کننده، فیلم مستند بلند، ایران/ آمریکا، ۱۹۹۹)
7. راز بهشت (تهیه‌کننده، فیلم بلند، آمریکا، ۱۹۹۹)
8. تعزیه به روایت دیگر (تهیه‌کننده مالی، فیلم مستند بلند، ایران/ آمریکا، ۲۰۰۱)
9. خاموشی دریا (تهیه‌کننده /تهیه‌کننده مالی، فیلم بلند، ایران/ آمریکا، ۲۰۰۳)
10. احمد محمود: نویسنده انسان‌گرا (کارگردان / تهیه‌کننده، فیلم مستند بلند، ایران / آمریکا، ۲۰۰۴)
11. امیر حسین امیر صالح: دستاوردهای زندگی (نویسنده / کارگردان /تهیه‌کننده، فیلم مستند بلند، آمریکا، ۲۰۰۵)
12. آنسوی دیوار شکسته (تهیه‌کننده، فیلم داستانی کوتاه، ایران/ آمریکا، ۲۰۰۶)
13. اسموکینگ (تهیه‌کننده، فیلم کوتاه داستانی، آلمان / آمریکا، ۲۰۰۷)
14. آسودم (تهیه‌کننده، فیلم بلند، آلمان / آمریکا، ۲۰۰۷)
15. ایران درودی: نقاش لحظات اثیری (کارگردان/ تهیه‌کننده، مستند بلند، ایران / فرانسه / آمریکا، ۲۰۱۰)
16. اردشیر محصص: هنرمند سرکش (نویسنده/ کارگردان/ تهیه‌کننده، مستند بلند، ایران/آمریکا، ۲۰۱۲)
17. عباس کیارستمی: یک گزارش (نویسنده/ کارگردان/ تهیه‌کننده، مستند بلند، ایران/آمریکا/فرانسه، ۲۰۱۲)
18. لبه‌ی تیغ: میراث بازیگران زن سینمای ایران (نویسنده/ کارگردان/ تهیه‌کننده، مستند بلند، آمریکا و ایران، ۲۰۱۶)
19. بهرام بیضایی: موزاییک استعاره‌ها (کارگردان/ تهیه‌کننده، مستند بلند، آمریکا و ایران، ۲۰۱۹)
20. نجف دریابندری: پنجره‌ای رو به جهان (نویسنده/ کارگردان/ تهیه‌کننده/ مستند بلند، ایران/آمریکا ۲۰۲۰)
21. داریوش مهرجویی: ساختن فیلم گاو (نویسنده/ کارگردان/ تهیه‌کننده/ مستند بلند/ ایران/ آمریکا، ۲۰۲۲)

## فیلم‌های در دست تدوین
1. لبهٔ تیغ: میراث بازیگران زن سینمای ایران (بخش دوم)
2. ناصر ملک‌مطیعی (بازیگر)
3. اسماعیل خوئی (شاعرو نویسنده)
4. هوشنگ کاووسی (فیلمساز/منتقد/نویسنده)
5. مارکو گریگوریان (نقاش/فیلمساز/هنرهای تجسمی)